# Opharus consimilis
Opharus consimilis är en fjärilsart som beskrevs av George Francis Hampson 1901. Opharus consimilis ingår i släktet Opharus och familjen björnspinnare. Inga underarter finns listade i Catalogue of Life.